# Unified Payments Interface
Unified Payments Interface (UPI) — это индийская система мгновенных платежей, передачи финансовых сообщений, а также протокол, разработанный Национальной платёжной корпорацией Индии (NPCI) в 2016 году. Интерфейс проводит и упрощает межбанковские одноранговые (P2P) и личные (P2M) транзакции. Он используется на мобильных устройствах для мгновенного перевода средств между двумя банковскими счетами. Номер мобильного устройства должен быть зарегистрирован в банке. Идентификатор UPI получателя может быть использован для перевода денег. Он работает как интерфейс прикладного программирования открытым исходным кодом (API) поверх Службы мгновенных платежей (IMPS),и регулируется Резервным банком Индии (RBI). 25 августа 2016 года индийские банки начали размещать свои приложения с поддержкой UPI в Google Play.
Благодаря UPI Индия сохраняет свои позиции мирового лидера в сфере мгновенных платежей, на долю которых в 2022 году пришлось 46% всех мировых транзакций по мгновенным платежам. По состоянию на ноябрь 2022 года у платформы было более 300 миллионов активных пользователей в Индии. Согласно данным NPCI, в январе 2024 года было обработано 12,20 миллиарда транзакций UPI на сумму ₹18,41 лахских крор (эквивалент 222,17 миллиарда долларов), что представляет собой увеличение объемов транзакций на 41,72% по сравнению с январем 2023 года. В 2023 году общий годовой объём транзакций UPI в Индии достигла ₹182 лахских крор (эквивалент 2,2 триллиона долларов), что отражает увеличение объема транзакций на 59% и увеличение стоимости транзакций на 45%. по сравнению с 2022 годом. Транзакции UPI в июле 2024 года составляли в среднем ₹ 1430 за перевод, при этом система обрабатывала 5390 платежей каждую секунду. Успех UPI сделал его инструментом мягкой силы для Индии. Он стал одной из самых успешных высокотехнологичных финансовых инноваций, созданных Индией.
В системе работает 653 банка.

## Международное принятие и сотрудничество
Чтобы создать систему мгновенных платежей для Намибии, аналогичную UPI, NIPL и Банк Намибии (BoN) подписали соглашение 2 мая 2024 года. Повышение интероперабельности, стоимости и возможности подключения к местным и всемирным платежным сетям - все это является частью этого процесса. Кения, Руанда и Мозамбик также ведут переговоры с Индией. Чтобы использовать UPI в рамках решений цифровой общественной инфраструктуры, Индия подписала меморандумы о взаимопонимании с Антигуа и Барбудой, Арменией, Сьерра-Леоне и Суринамом в июне 2023 года.
5 июня 2024 года NIPL и Центральный резервный банк Перу подписали соглашение о внедрении стека Unified Payments Interface, который поможет в развитии системы быстрых платежей в Перу. Это позволит осуществлять мгновенные платежи между людьми и компаниями и увеличит использование цифровых платежей среди людей, не имеющих банковских счетов. NPCI обсуждает с правительствами стран Африки и Южной Америки возможность оказания им помощи в разработке цифровых платёжных систем на основе UPI.
27 сентября 2024 года было объявлено о сотрудничестве между NIPL и Министерством цифровой трансформации (MDT) с целью создания инфраструктуры платежей в реальном времени, подобной UPI, которая может облегчить транзакции P2P и P2M в Тринидаде и Тобаго.
Система также успешно работает в Омане, ОАЭ, Непале, Непале, Бутане, Малайзии, Катаре, Шри-Ланке, Франции, Великобритании, Саудовской Аравии и России. Ведутся переговоры о взаимодействии с прочими странами.

### В России
Индия и Россия многократно выражали заинтересованность в продолжении диалога по принятию UPI и системы быстрых платежей (СБП и СПФС) Центрального банка России в рамках своих национальных платежных инфраструктур. По состоянию на август 2022 года обе страны начали работать над взаимодействием между UPI и СПФС. В апреле 2023 года Россия и Индия подписали официальное соглашение об адаптации СБП и СПФС к трансграничным транзакциям, принятии RuPay и UPI в России и взаимном принятии МИР и СПФС в Индии.

## Исследования по UPI
Цифровая революция, вызванная в Индии UPI, также привела к значительному росту числа мошеннических и недобросовестных действий. По мере того, как всё больше пользователей переходят на эту удобную платёжную систему, мошенники всё чаще используют уязвимости в цифровых транзакциях. Одна из причин, по которой мошенники выбирают этот метод, заключается в том, что отменить транзакцию практически невозможно. Согласно ежегодному отчёту RBI за 2023–2024 годы, было зарегистрировано 29 082 случая цифрового мошенничества (с использованием карт/интернета) на сумму 14,57 млрд. рупий.
Индийский институт менеджмента в Бангалоре, Индийская школа бизнеса, Школа бизнеса Фукуа (Университет Дьюка) и Центр передовых финансовых исследований и обучения (CAFRAL) провели совместное исследование под названием «Открытый банкинг и цифровые платежи: влияние на доступ к кредитам». Они обнаружили, что UPI впервые позволил малообеспеченным заёмщикам получить официальный кредит. В регионах, где UPI широко распространён, количество кредитов для новых заёмщиков увеличилось на 4%, а количество кредитов для заёмщиков с низким кредитным рейтингом увеличилось на 8%. В качестве примера того, как цифровые финансовые записи помогают кредиторам лучше оценивать кандидатов, авторы отметили, что увеличение числа транзакций UPI на 10% привело к увеличению доступности кредитов на 7%. Цифровые данные о транзакциях с использованием UPI помогли кредиторам ответственно подходить к росту, о чём свидетельствует тот факт, что процент дефолтов не вырос, несмотря на кредитный бум.
Вторжение России в Украину в 2022 году и исключение ряда российских банков из SWIFT (однозначно оценённое Индией как неправомерное) сделали разработку альтернативы ещё более важной для Индии для независимости от западных санкций и политики коллективного запада.